# ほるす
ほるす (HORUS) は、東日本フェリーで運航されていたフェリー。
この記事では、名称変更のうえ他社で運航された「パンスター・ハニー」「ブルードルフィン」「ブルードルフィン2」とあわせて記述する。

## 概要
三菱重工業下関造船所で建造され、1994年7月、室蘭港と青森港を結ぶ航路に就航した。エジプト神話に登場する天空の神「ホルス」から命名された。船型は1991年就航の「びるたす」を元に船橋前に装飾板を置き煙突の形状を変更しスピード感のあるデザインとした。
その後の1998年3月、苫小牧港と仙台港を結ぶ航路に就航した。同航路廃止後の2000年4月、青函航路に就航するも2007年9月1日のナッチャンRera就航に伴い運航を休止した。室蘭港にしばらく係船されたのち同年12月、パナマに売却された。
2008年3月、パンスターライン（韓国）が傭船し「パンスター・ハニー」として釜山港を拠点としたクルーズ船として就航したのち、同年5月から釜山港と大阪港を結ぶ航路に、同年6月からは東日本フェリーとの協業で釜山港と金沢港を結ぶ航路に就航したが、同社のフェリー事業撤退に伴い同年10月、運航が休止された 。
2010年に内海造船瀬戸田工場にて改装を受け、同年7月17日に東日本フェリーの後身である津軽海峡フェリーの「ブルードルフィン」としてふたたび青函航路に就航。「カジュアルクルーズ」をコンセプトとして多彩な客室や設備を備え、日本のフェリーでは初めてドッグバルコニーを設けた。2016年度の2隻の新造船就航計画による2代目ブルードルフィンの就航により、2016年10月28日に運航を終了した。なお、同型船「びなす」の点検整備による運休のため10月11日から28日までは新旧のブルードルフィンが同時運航された。
その後、ブルードルフィン2と船名を変更、函館フェリーターミナルで係船された後、えさん2000の代船として2017年2月2日より運航に復帰した。新造船「ブルールミナス」の就航に伴い2020年5月22日の青森発函館行便を最後に引退、本船の引退をもって津軽海峡フェリーから旧東日本フェリー時代からの船舶が全廃された。
引退後は長らく函館どつくに係船されていたが、THE BLUE DOLPHINとしてタイに売却されることとなり、2021年4月14日より、タイ北部のチョンブリーと、タイ南部のソンクラーを結ぶ航路に就航する。

## 要目
1994年6月、三菱重工業下関造船所で竣工。なお、「パンスター・ハニー」「ブルードルフィン/ブルードルフィン2」については「ほるす」と共通の要目は割愛した。

### ほるす
- 総トン数 - 7,192国内トン
- 全長 - 136.6m
- 全幅 - 21m
- 馬力 - 18,200馬力
- 航海速力 - 20ノット（最大21.9ノット）
- 旅客定員 - 600人（室蘭 - 青森・函館 - 青森就航時）/386人（苫小牧 - 仙台就航時）
- 車両積載数：乗用車20台、トラック（8t換算）87台。
- 船歴 - 1994年7月から2007年12月まで在籍。

船内
- Aデッキ
  - 展望室
  - ゲームルーム
  - ロビー
  - プロムナード
  - レストラン（後に多目的ホールに変更）
  - 1等洋室（5室） - 2段ベッド・洗面台付き
- Bデッキ
  - エントランスホール
  - 売店案内所
  - 喫煙室
  - 浴室
  - 特等洋室（3室） - ツインベッド・ユニットバス付き
  - 特等和室（2室） - ユニットバス付き
  - 1等室（洋室14室・和洋室10室）
  - 2等室（2室） - 大部屋
  - トラックドライバー室 - 2段ベッド

### パンスター・ハニー
- 総トン数 - 14,036国際トン
- 旅客定員 - 500名[10]
- 車両等積載数：TEUコンテナ換算270個
- 船歴 - 2008年3月から同年10月まで使用。

客室
- プレジデントスイート
- ロイヤルスイート
- ロイヤルスイートバルコニー
- バルコニースイート
- ヨットキャビン
- ファミリーキャビン
- プレミアムルーム
- スタンダードクラス（二段ベッド）
- パンスターキャンプ（テント室）

公室
- 7階
  - キッズスペース
- 6階
  - ジャグジー
  - オープンバー
  - カラオケルーム
  - コンビニ「ハニーストア25」
  - 免税店「ハニーハント」
  - 美容室「ビューティーハニー」
  - プロムナード「スターボード」
  - レストラン「ムグンファ」
  - サンライズデッキ
- 5階
  - ロビー
  - レセプション
  - カフェ「パラダイス」
  - インターネットコーナー「infob@r」
  - ゴルフコース「インフィニティヤード」
  - カジノ「ベガス7」
  - マッサージルーム「HEALING+」
  - ボードゲームゾーン
  - ビジネススペース「シンポジウム」
  - 浴場「ハニースパ」
- 4階
  - ナイトクラブ「クラブマスカレード」

### ブルードルフィン/ブルードルフィン2
- 総トン数 - 7,003国内トン
- 旅客定員 - 586名

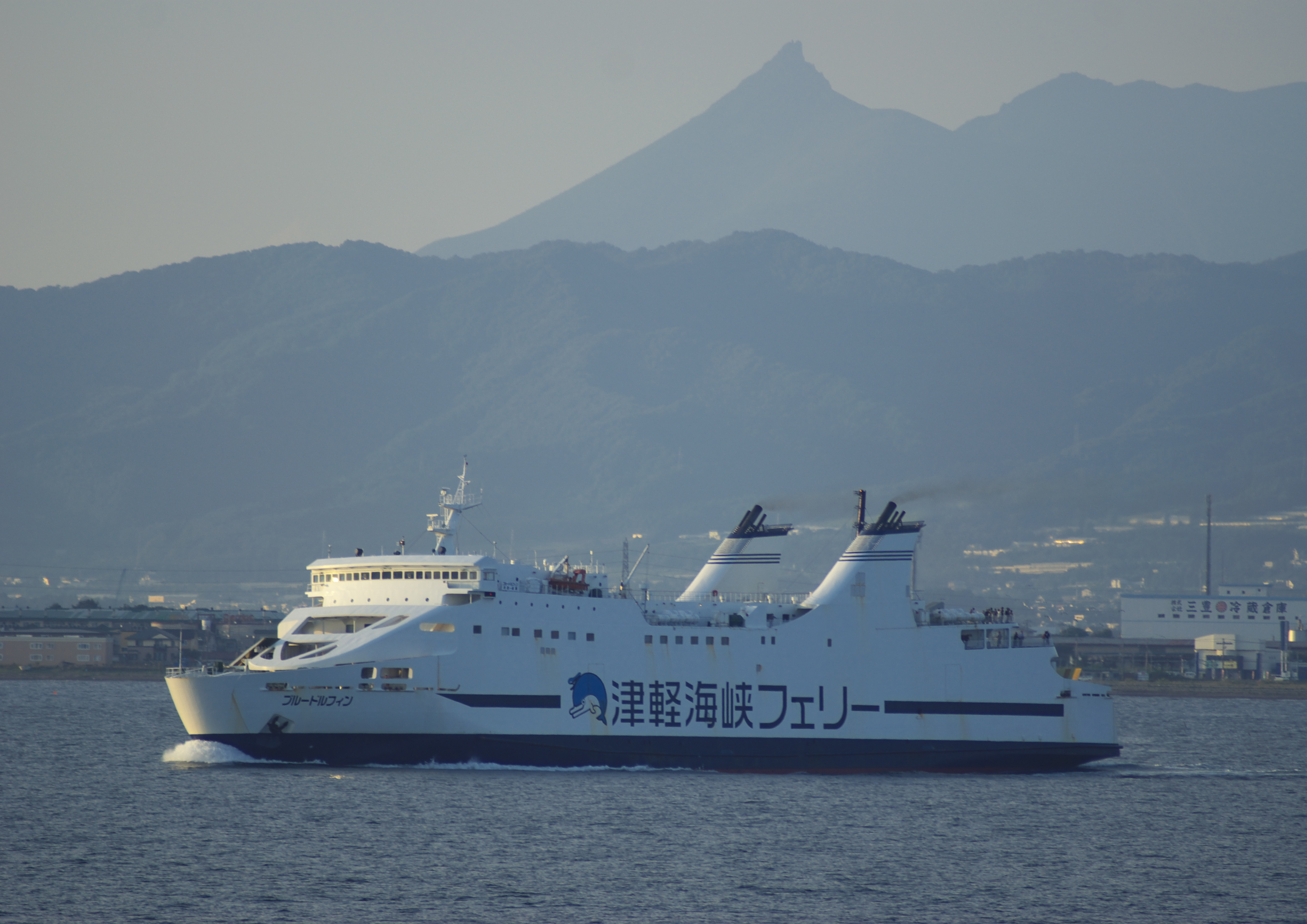
函館港・2012年

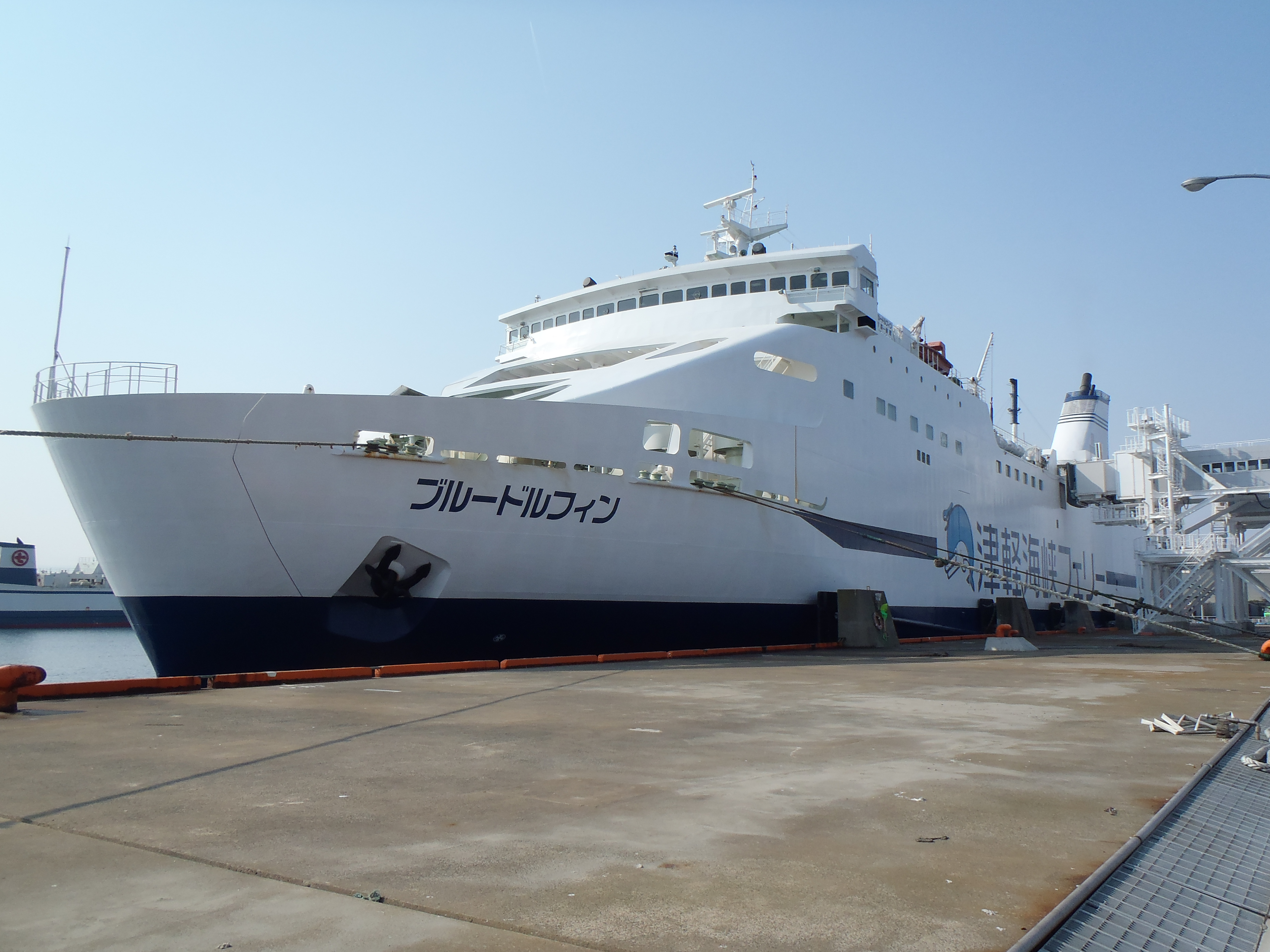
青森港・2014年

- 車両積載数：乗用車200台またはトラック65台
- 船歴 - 2010年7月就航、2016年10月運航終了。2017年2月「ブルードルフィン2」として再就航、2020年5月22日引退[2]。

上層階
- オートレストラン
- ゲームコーナー
- キッズルーム
- オートレストラン
- マッサージコーナー
- ドッグルーム&ドッグバルコニー
- 2等室「スタンダード」（2室） - 大部屋

下層階
- エントランス
- レセプション
- 売店「ドルフィンショップ」
- オートショップ
- シャワールーム
- 2等室「スタンダード」（4室）
- 2等室「レディースルーム」（1室） - 女性専用大部屋
- 特2等室「コンフォート」（4室） - マットレス4名個室
- 1等室「ファースト」（8室） - ツインベッド洋室
- 特等室「スイート」（2室） - トイレ・シャワー付きツインベッド洋室
- 特別室「プレミア」（1室） - トイレ・ジャグジーバス・リビング付きツインベッド洋室